# Château des Linières
Het Château des Linières is een kasteel ten noord-westen van Ballée in de Franse gemeente Val-du-Maine. Het kasteel is een beschermd historisch monument sinds 1983.